# Hypothermie

Lors de la retraite de Russie, de nombreux soldats de l'armée napoléonienne sont morts d'hypothermie.

L'hypothermie est une situation accidentelle et anormale où la baisse de la température centrale d'un animal homéotherme (« à sang chaud ») ne permet plus d'assurer correctement les fonctions vitales.

Pour l'hypothermie physiologique et normale, voir : 

## Définitions
L'humain, comme les mammifères et les oiseaux, est un homéotherme endotherme, c'est-à-dire qu'il maintient une température généralement supérieure à celle de son milieu, en produisant lui-même une chaleur (thermogénèse). Cette production consomme de l'énergie obtenue à partir de son propre métabolisme,.
Chez l'humain, la température interne normale est de 37 °C. Elle est réglable entre certaines limites, et cette thermorégulation est une des fonctions permettant d'assurer le bon déroulement des réactions chimiques et biologiques nécessaires à la vie (homéostasie).
On parle d'hypothermie lorsque la température centrale est inférieure à 35 °C :
- de 37 à 35 °C : normothermie ;
- de 35 à 32 °C : hypothermie légère ;
- de 32 à 28 °C : hypothermie modérée ;
- moins de 28 °C : hypothermie sévère ;

## Défenses contre le froid

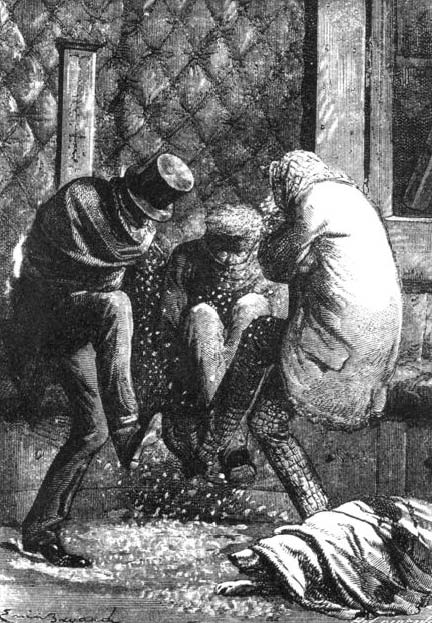
«La vapeur de notre respiration», illustration du roman de Jules Verne, Autour de la lune, 1876.

### Limiter la perte de chaleur
Lorsque la température ambiante s'abaisse, la première réaction est une vasoconstriction cutanée (superficielle et des extrémités). Les petits vaisseaux superficiels diminuent de diamètre pour limiter la déperdition de chaleur. La peau se refroidit pour former une barrière passive isolante. Cette réaction s'accompagne de chair de poule (horripilation ou piloérection), réflexe qui n'est efficace que chez les animaux à pelage épais (augmentation du pouvoir isolant de la fourrure),.
Cette économie de chaleur se fait aux dépens de l'irrigation sanguine, avec un manque d'oxygénation des tissus périphériques, et un risque de gelure. Ce risque est retardé chez l'homme par des oscillations du débit sanguin cutané, qui rétablissent périodiquement une irrigation tant que c'est encore possible.
Chez l'homme le refroidissement des extrémités se traduit par un engourdissement. Dans les populations adaptées au froid (inuits, pêcheurs de la Mer du Nord…), il existe au contraire une vasodilatation et une diminution de la douleur au froid. L'habitude peut maintenir la fonction aux dépens de l'économie de chaleur.
Chez des mammifères adaptés au froid arctique, comme le chien de traîneau, la température sous-cutanée peut s'abaisser au voisinage de 0 °C dans les pattes et le museau. Les muscles et les nerfs des extrémités restent capables de fonctionner grâce à des échangeurs thermiques. Les artères et les veines sont si étroitement accolées qu'elles restent en équilibre thermique, ce qui permet de court-circuiter la chaleur sans perturber l'approvisionnement en oxygène des muscles des pattes,.

### Augmenter la production de chaleur
Chez l'humain adulte, la principale source de réchauffement est le frisson thermique. C'est un tremblement des muscles striés squelettiques, consistant en des contractions oscillantes au rythme de 10 à 20 par seconde.
Le frisson peut augmenter la production de chaleur de 3 à 5 fois, mais il est inconfortable et perturbateur. Il est aussi peu rentable, car une bonne partie de la chaleur produite se perd dans le milieu ambiant. Le seuil de température corporelle déclenchant le frisson s'abaisse avec la répétition et l'habitude de l'exposition au froid. Quand les réserves glucidiques sont épuisées, le frisson thermique cesse, le sujet passe alors de l'état d'homéotherme à celui de poikilotherme.
Dans les populations humaines adaptées au froid, et chez les nouveau-nés, il existe une thermogenèse sans frisson (qui augmente de 20 à 25 % le métabolisme de repos), d'origine indéterminée. Les indiens Alacalufs de Terre de Feu pouvaient dormir nus dans de légers abris à 3 °C la nuit, sans frissonner grâce à un métabolisme accru de 30 à 40 %.
Chez de petits mammifères (comme le rat), on a pu montrer que cette thermogenèse sans frissons provenait du tissu adipeux brun.

## Causes
Le plus souvent, il s'agit d'une hypothermie accidentelle par exposition prolongée du corps à une ambiance froide, comme l'air extérieur en hiver ou un séjour prolongé dans une eau froide (naufrage, baignade ou chute en état d'ivresse en eau douce), plus rarement en montagne (dans une avalanche, égarement de randonneurs hors piste).
Les sujets les plus à risques sont les sans-abris (surtout alcoolisés ou drogués), y compris pour des températures extérieures supérieures à 10 °C ; les personnes âgées isolées avec chauffage insuffisant ; les nourrissons et petits enfants plus sensibles au froid (thermorégulation immature).
En ambiance froide, l'hypothermie est une complication courante pour une personne victime d'un accident ou d'un malaise. L'exposition au froid peut provoquer ou aggraver, chez les sujets prédisposés, l'angor, crises d'asthme, engelures, syndrome de Raynaud, crises de drépanocytose. Elle nécessite une prise en charge immédiate aux urgences, car aussi porteuse de risque de thrombose coronaire ou cérébrale (accident vasculaire cérébral).
Elle peut être causée, ou facilitée, par une hypothyroïdie, une intoxication à certaines substances (alcool, barbituriques), ou aussi à des types d'infection comme les candidoses systémiques par immunodéficience.
Exceptionnellement, l'hypothermie est d'origine primitivement cérébrale, comme dans l'hypothermie périodique spontanée (syndrome de Shapiro).

## Signes cliniques
L'hypothermie accidentelle se définit par une baisse de la température centrale en dessous de 35 °C. Elle entraine une dépression du système nerveux, linéaire avec la diminution de la température.

### Mesure
Les sites de mesure de référence sont le tiers inférieur de l'œsophage et l'artère pulmonaire. En pratique, dans le cadre de l'urgence, ou en pédiatrie, on se contente de la mesure de la température auriculaire (tympanique). Le rectum, l'aisselle ou le nasopharynx ne sont pas des sites fiables de mesure en situation d'hypothermie. Les thermomètres médicaux habituels ne mesurent pas les températures basses, il faut utiliser des thermomètres hypothermiques pouvant descendre jusqu'à 15 °C (le plus souvent thermomètre électrique mesurant la température en continu, par thermistance ou par thermocouple),.
La victime peut avoir une peau froide, mais une température interne correcte, l'hypothermie n'est alors pas encore installée mais elle surviendra si la victime reste en ambiance froide.

### Hypothermie légère (35 °C à 32,2 °C)

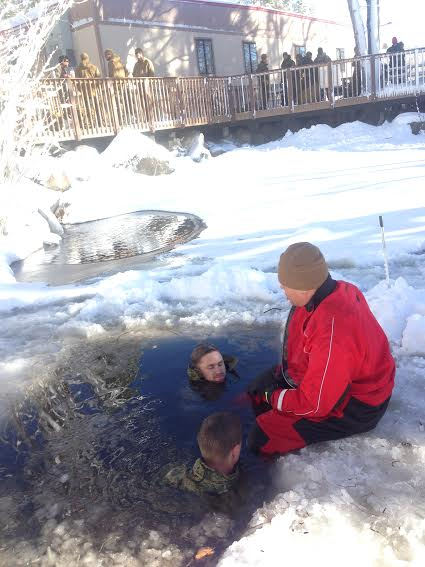
Entrainement de marines américains en situation d'hypothermie.

Le patient reste conscient, mais avec des phases d'amnésie, d'apathie, ou de difficulté d'élocution. Il a des troubles du jugement et d'adaptation à la situation.
Il existe une vasoconstriction cutanée avec peau pâle et froide, frissons et horripilation. La pression artérielle et la fréquence cardiaque sont élevées. La respiration rapide (tachypnée) mais avec une faible amplitude thoracique.
L'auscultation montre un encombrement bronchique, parfois associé à un bronchospasme. Les réflexes ostéotendineux sont vifs. On observe des troubles urinaires : polyurie (urines abondantes), dysurie (difficulté à uriner).

### Hypothermie modérée (32,2 à 28 °C)
Il existe un ralentissement global et continu du psychisme (bradypsychie), avec trouble permanent des fonctions supérieures et de la parole. L'état du patient va de l'obnubilation au coma. On constate une dilatation des pupilles et une disparition du réflexe photomoteur.
L'entrée dans le coma peut être précédée d'une phase d'excitation cérébrale (sensation d'ivresse) puis de bien-être avec endormissement euphorique.
La peau est glacée et cyanosée. Des marbrures peuvent apparaître en cas de collapsus cardiovasculaire. Il n'y a plus de frisson, mais une hypertonie musculaire avec des trémulations (tremblements localisés très fins). Les réflexes ostéotendineux sont diminués.
La fréquence cardiaque est ralentie, la pression artérielle abaissée voire imprenable. La fréquence respiratoire est diminuée. L'encombrement bronchique est abondant avec un risque d'inhalation des sécrétions.
L'électrocardiogramme montre une bradycardie sinusale (rythme normal mais ralenti). Des troubles du rythmes peuvent apparaître comme une fibrillation atriale.

### Hypothermie sévère (moins de 28 °C)
Le patient est dans le coma. En dessous de 28 °C, il y a un risque d'arrêt cardiaque par fibrillation ventriculaire. En dessous de 25 °C, il peut être en apnée.
En dessous de 20 °C, le patient peut être en état de mort apparente avec un tracé plat à l'électroencéphalographie (EEG) ce qui ne doit pas arrêter la poursuite de la réanimation. En effet, dans cette situation, des survies ont été signalées, surtout chez l'enfant.
Un décès médicolégal par arrêt cardiorespiratoire et EEG plat doit être déclaré en normothermie, c'est-à-dire qu'une personne en hypothermie ne peut être considérée comme morte qu'après un réchauffement médical en milieu hospitalier.

## Traitement
La prise en charge de l'hypothermie fait l'objet de la publication de recommandations seulement en cas d'arrêt cardiorespiratoire. Celles, américaines, datent de 2010, celles, européennes, de la même année.
En situation d'hypothermie, le corps humain peut être représenté par un noyau central (organes principaux, en premier lieu le système nerveux central) et d'une enveloppe (la peau et la circulation sanguine périphérique). Le noyau central doit absolument rester à température constante (homéothermie), l'enveloppe périphérique se comporte comme un poikilotherme, en jouant un rôle défensif. Pour protéger le noyau central et maintenir sa température, l'organisme sacrifie ses extrémités (gelures, voire pertes de doigts et d'orteils).
Le risque principal est donc le transfert de sang périphérique, froid, vers l'intérieur du corps, qui provoquerait un abaissement supplémentaire de la température centrale. Ceci peut survenir si l'on fait faire des mouvements à la victime, si on la bouge sans précaution, ou si on tente de la réchauffer de manière active (frottement, contact avec un objet chaud) : cela active la circulation au niveau de la peau.
L'exercice musculaire, comme la marche, augmente certes la production de chaleur (multiplication par trois), mais en atmosphère trop froide, les pertes par convection peuvent aboutir à un bilan déficitaire. La pire des situations est l'eau glacée, où l'exercice musculaire ne fait qu'aggraver l'hypothermie, les pertes par conduction étant trop importantes (la conduction thermique de l'eau est 32 fois supérieure à celle de l'air).

### Sur les lieux
La lutte contre l'hypothermie se fait donc essentiellement par un réchauffement passif : la victime est mise dans une ambiance chaude et se réchauffe toute seule. À défaut, elle doit être isolée (couverture de survie) du froid extérieur. L'objectif immédiat n'est pas tant de réchauffer la victime, mais d'éviter qu'elle se refroidisse encore. En effet, si l'on apporte activement de la chaleur par l'extérieur, cela provoque des réactions néfastes (« syndrome afterdrop » des anglo-saxons) :
- injection du sang périphérique, encore froid, vers la partie centrale du corps, et donc un refroidissement de la température centrale ;
- comme la peau est froide, le transfert de chaleur est plus important et peut provoquer des brûlures, et ce d'autant plus qu'en raison de l'anesthésie créée par le froid, la victime ne sent pas la douleur.

En extérieur, la victime est couverte en attendant l'arrivée des secours. Elle sera transférée avec prudence dans la cellule sanitaire chauffée du véhicule d'intervention. Si une personne a séjourné dans de l'eau froide, elle est déshabillée une fois en ambiance chaude (en ambiance froide, les vêtements, même mouillés, limitent les fuites de chaleur).
L'hypothermie, en ralentissant les réactions chimiques, ralentit également la dégradation des cellules en cas d'anoxie ; un arrêt cardioventilatoire a donc plus de chances d'être récupéré dans le cas d'une hypothermie grave, on ne déclare donc un échec des manœuvres de réanimation cardiopulmonaire qu'après une durée plus importante que dans le cas d'une victime normotherme (un cas nécessitant près de trois heures de massage cardiaque externe, se terminant par une récupération complète, sans séquelles, a été publié). Il est toutefois difficile de distinguer une hypothermie grave d'un cadavre froid, sans espoir de réanimation.

### À l'hôpital
Le réchauffement actif est effectué à l'hôpital, sous surveillance médicale, notamment :
- par perfusion d'un soluté chauffé (température devant rester néanmoins inférieure à 42 °C[14]), par exemple les poches de soluté sont chauffées modérément dans un four (étuve) puis mises dans une couverture chauffante. La victime a souvent besoin d'une quantité importante de perfusion, en raison de la baisse du volume sanguin (volémie) secondaire à l'augmentation de la diurèse (quantité de liquides urinée) due au froid et à la vasodilatation secondaire due au réchauffement ;
- par un lavage d'estomac avec un soluté tiède ;
- par une inhalation d'oxygène réchauffé.

Dans les cas les plus graves, la mise en place d'une circulation extracorporelle ou d'une ECMO peut être discutée. Un lavage pleural par liquide réchauffé peut être une alternative.

## Prévention
Pour prévenir l'hypothermie, il est vital de bien couvrir les organes vitaux (tel que le cœur et le cerveau), lors de températures basses. En effet, l'organisme, pour lutter contre l'hypothermie, va monopoliser et affluer du sang dans le cœur et le cerveau. C'est pour cette raison que ce sont d'abord les extrémités des doigts et des pieds qui sont victimes de gelure, car le sang n'irrigue plus ces parties du corps, pour maintenir les organes vitaux à bonne température. Par conséquent, si les organes vitaux ne sont pas bien couverts, par une bonne veste pour le tronc et un bonnet sur la tête, par exemple, la déperdition de chaleur risque donc d'être très importante, car c'est là où se trouve la plus grande quantité de sang. Il ne sert donc pas à grand-chose, d'avoir des gants sur les mains, si les organes vitaux ne sont pas bien maintenus au chaud.
En milieu marin, lors de naufrage et plus généralement d'abandon, il est recommandé d'enfiler une combinaison d'immersion pour ralentir l’établissement de l'hypothermie. En effet, le corps se refroidit 25 fois plus rapidement dans l'eau que dans l'air, il est donc primordial de s'en isoler. La convention SOLAS spécifie qu'une combinaison d'immersion doit isoler suffisamment son porteur pour que la température corporelle ne baisse pas de plus de 2 °C lors d'une immersion de 6 h dans une eau à 0 °C. On notera que sans cette protection et dans une eau à cette température, la mort survient en une quinzaine de minutes.

## Hypothermie provoquée
Dans certains cas, la mise en hypothermie (Hypothermie induite) est volontaire et faite de manière contrôlée : le métabolisme de l'organisme (ou d'un organe particulier) est alors ralenti, permettant à ce dernier de mieux résister au manque d'oxygène.
Ce type de traitement est largement employé en chirurgie cardiaque (le terme utilisé est alors cardioplégie froide, qui porte la température à moins de 35 °C) : après installation d'une circulation extracorporelle, le chirurgien refroidit le cœur ce qui permet son arrêt et l'intervention sur celui-ci. Le réchauffement de cet organe, en fin d'intervention, permet le plus souvent la reprise des battements cardiaques.
Il a également été proposé lors de certains comas avec anoxie du cerveau (par exemple dans les suites d'un arrêt cardiorespiratoire). Dans les cas de traumatismes crâniens graves, le traitement par hypothermie s'avère décevant. Il semble être également prometteur pour le traitement des agressions cérébrales.
Risques : hormis en cas d'arrêt cardiaque, son intérêt clinique et son efficacité ne sont pas démontrés et sont à mettre en balance avec des effets secondaires cardiovasculaires, hydroélectrolytiques et infectieux, auxquels il faut ajouter les difficultés et manque de retours d'expérience du refroidissement et du réchauffement. Selon G. Francony et al., des essais randomisés sont encore nécessaires « avant de recommander l’emploi de l’hypothermie thérapeutique en traumatologie crânienne. »

## Cas de survie
- L'hypothermie la plus grave fut enregistrée à 12 °C chez un garçon de deux ans qui survécut malgré tout[24].
- Au Danemark, sept enfants dont la température était descendue à des valeurs comprises entre 15,5 et 20,2 °C après immersion dans un fjord à 2 °C ont survécu après un réchauffement progressif[25],[26].

- On a pu observer une récupération d'un blessé suisse en hypothermie après un arrêt cardiaque certain de près de cinq heures[8].
- Lors de l'accident du Vol British Airways 5390, le commandant de bord se retrouve coincé à l'extérieur de l'appareil, à plus de 700 km/h et avec un air raréfié à −17 °C. À la surprise générale, il reprend conscience à l'hôpital, souffrant notamment d'une importante hypothermie et de gelures[27].

## Décès par hypothermie
À titre d'exemple, les États-Unis enregistrent 1 500 décès annuels par hypothermie.